# Никогда не сдавайся 2
«Никогда не сдавайся 2» (англ. Never Back Down 2: The Beatdown) — спортивная молодёжная драма, в главных ролях которой снялись Майкл Джей Уайт, Эван Питерс, Дин Гейер, Джиллиан Мюррэй и Скотт Эпштейн. Является сиквелом фильма «Никогда не сдавайся», и вышел в августе 2011 года. Мировая премьера фильма состоялась на кинофестивале «ActionFest», в Эшвилле, Северная Каролина, 8 апреля 2011 года. На DVD фильм был выпущен 13 сентября 2011 года.
Следующий фильм: Никогда не сдавайся 3

## Сюжет
Четверо бойцов объединяются под руководством бывшей звезды ММА (Смешанных Боевых Искусств), — чтобы в конечном счёте сразиться друг с другом и определить сильнейшего из них. Каждого бойца отличает свой стиль и свои жизненные обстоятельства.

## В ролях
- Майкл Джей Уайт — Кейс Уокер
- Эван Питерс — Макс Куперман
- Алекс Мераз — Зак Гомес
- Дин Гейер — Майк Стокс
- Тодд Даффи — Тим Ньюхаос
- Скотт Эпштейн — Джастин Эбстин
- Джиллиан Мюррэй — Ева
- Лиото Мачида — играет самого себя
- Джон "Большой" МакКарти — играет самого себя
- Дастин Порье — один из бойцов схватки